# مهدیه (هلیلان)
مهدیه، روستایی در دهستان داجیوند بخش مرکزی شهرستان هلیلان در استان ایلام ایران است. این روستا، مرکز دهستان داجیوند است.

## جمعیت
بر پایه سرشماری عمومی نفوس و مسکن در سال ۱۳۹۵، جمعیت این روستا برابر با ۵۱۷ نفر (۱۴۳ خانوار) بوده‌است.